# Provinzialsiedlung
Provinzialsiedlung ist ein Wohnplatz der Stadt Strausberg im Landkreis Märkisch-Oderland in Brandenburg.

## Geografie
Der Ort liegt drei Kilometer ostnordöstlich des Stadtkerns von Strausberg. Die Nachbarorte sind Kähnsdorf im Nordosten, Klosterdorf im Osten, Hohenstein im Südosten, Steuerhaus und Treuenhof im Süden, Strausberg im Südwesten sowie Roter Hof und Wilkendorf im Nordwesten.